# Adiantopsis minutula
Adiantopsis minutula är en kantbräkenväxtart som beskrevs av Sehnem. Adiantopsis minutula ingår i släktet Adiantopsis och familjen Pteridaceae. Inga underarter finns listade.